# Krosmaster
Krosmaster est un jeu de figurines français créé par Tot et Jérôme Peschard en 2012. Se déroulant dans l'univers transmédia du Krosmoz (avec principalement les jeux vidéo Dofus et Wakfu), il permet d'y prendre divers personnages pour les faire combattre en arènes. De nombreuses extensions, faisant partie de « saisons », sont sorties.

## Système de jeu
Pour gagner une partie de Krosmaster Arena, un seul joueur doit à posséder des Galons de la Gloire. Cette condition est vérifiée à chaque instant, dès lors qu’il n’y a plus de galons sauvage.
Pour gagner des galons, il faut mettre K.O des Krosmaster adverses, en les achetant avec des Kamas ou grâce aux récompenses démoniaques. Un joueur peut aussi clamer la victoire s’il est le seul à avoir des Krosmaster en jeu.

## Jeu vidéo
Simultanément au jeu de figurines, une version jouable en ligne est lancée en 2012 sous le nom Krosmaster Arena. Elle est remplacée le 9 novembre 2015 par un jeu free-to-play en 3D pour Windows, Mac OS et Linux. Il est aussi jouable sur Steam et disponible sur Android et iOS à partir de mars de l'année suivante.
En 2019, après huit mois de bêta-test, cette deuxième version du jeu est fermée pour une troisième, mise en place sur la plateforme de jeux de plateaux et de cartes en ligne Board Game Arena.

## Distribution à l'international
En deux ans, plus de trois millions de produits Krosmaster sont vendus à travers le monde, dans six langues différentes. La distribution du jeu de plateau est prise en charge dans les pays anglophones par Japanise Games, à l'exception des États-Unis où le distributeur est Cmon Inc. depuis début 2016.